# Nyla Rose
Nyla Rose (Washington, 3 agosto 1982) è una wrestler statunitense, sotto contratto con la All Elite Wrestling.

## Carriera

### All Elite Wrestling (2019-presente)

#### AEW Women's World Champion (2019-2020)
Nyla Rose è stata la prima donna transgender ad aver firmato un contratto con una grande federazione statunitense quale la All Elite Wrestling nel febbraio 2019. Debutta il 25 maggio, a Double or Nothing, prendendo parte ad un Triple threat match contro Britt Baker e Kylie Rae, diventato poi un Fatal 4-way match a seguito dell'aggiunta di Awesome Kong, dove a vincere è stata Baker che effettua lo schienamento vincente su Rae. Il 29 giugno, a Fyter Fest, ha preso parte ad un Triple threat match che includeva anche Riho e Yuka Sakazaki, vinto dalla prima; a fine match, attacca brutalmente entrambe, stabilendosi quindi come heel. Il 31 agosto, ad All Out, prende parte ad una 21-Women Casino Battle Royale, vincendola e guadagnandosi l'opportunità di conquistare l'AEW Women's World Championship durante la première di Dynamite, ma il 2 ottobre, è stata sconfitta da Riho. Nella puntata di Dynamite: Homecoming Edition del 1º gennaio 2020, ha preso parte ad un Fatal 4-Way match che comprendeva Britt Baker, Hikaru Shida e la campionessa Riho valevole per l'AEW Women's World Championship, dove quest'ultima difende con successo la cintura.
Nella puntata di Dynamite del 12 febbraio, ha sconfitto Riho conquistando l'AEW Women's World Championship. Nella puntata di Dynamite del 26 febbraio, viene annunciato che Rose difenderà l'AEW Women's World Championship all'assalto di Kris Statlander a Revolution e il 29 febbraio, al ppv, riuscì a mantenere la cintura. Il 13 maggio, a Dynamite, Hikaru Shida, vince un fatal 4-way match e viene nominata sfidante al titolo e per tutta risposta, Rose l'attacca nel backstage con una kendo stick. Il 23 maggio, a Double or Nothing, perse il titolo contro Hikaru Shida in un no disqualification match, dopo 101 giorni di regno.

#### Alleanza con Vickie Guerrero (2020-presente)
A Fight for the Fallen del 15 luglio, Rose fa il suo ingresso accompagnata da Vickie Guerrero che si dichiara essere la sua manager.
Il 3 agosto, prende parte al torneo AEW Women's Tag Team Cup Tournament: The Deadly Draw, dove, accompagnata da Vickie Guerrero, insieme ad Ariane Andrew dove vengono sconfitte ai quarti di finale da Anna Jay e Tay Conti.
Nel febbraio 2021, è stato annunciato che Rose avrebbe partecipato all'AEW Women's World Championship Eliminator Tournament. Nel round di apertura della parte statunitense del girone, ha battuto Tay Conti e il 24 febbraio ha battuto Britt Baker per avanzare alle finali del torneo del lato statunitense, dove ha sconfitto Thunder Rosa il 1 marzo. Arrivata alla finalissima, ha perso contro Ryo Mizunami.

## Vita privata
Nyla Rose proviene dalle Prime nazioni ed ha origini della Nazione Oneida.

## Titoli e riconoscimenti
- All Elite Wrestling
  - AEW Women's World Championship (1)
- Covey Promotions
  - CP Women's Championship (3)
- Pro Wrestling Illustrated
  - 66ª tra le 100 wrestler singole nella PWI Female 100 (2019)
- United Pro Wrestling Association
  - UPWA Women's Championship (1)
- Warriors Of Wrestling
  - WOW Women's Championship (2)